# Czechowice-Dziedzice
Czechowice-Dziedzice (udtale: [t͡ʂɛxɔˈvit͡sɛ d͡ʑɛˈd͡ʑit͡sɛ]  ( hør) tysk: Czechowitz-Dzieditz / Czechowitz-Dziedzitz)  er en by i den  sydlige  del af  voivodskabet Schlesien i  det sydlige Polen. Byen   har 35.261(2021) indbyggere og et areal på 32,98 km², og er en del af  powiatet Bielsko. Byen er et vigtigt jernbaneknudepunkt med fire stationer, og ligger i den nordvestlige del af den historiske region Cieszyn Schlesien (en). 

## Historie
Området der var beboet af dedn vestslaviske stamme Golensizi (en), der  sandsynligvis blev en del af Polen under Mieszko 1. af Polen, men de første sikre historiske omtaler vedrørende regionen dukkede op meget senere. Landsbyen Czechowice blev første gang nævnt i et latinsk dokument fra det ærkebispedømmet Wrocław kaldet Liber fundationis episcopatus Vratislaviensis fra omkring 1305.

## Galleri
- Mariakirken
- Rådhus
- Den gamle  St. Katherinakirke
- Schlesisk kulmine
- Arbejderboliger i Żebracz
- Folkeskole